# Kittipob Upachakum
Kittipob Upachakum (thailändisch กิตติภาพ อุปชาคำ, * 15. August 1989) ist ein thailändischer Fußballspieler.

## Karriere
Kittipob Upachakum stand bis Ende 2017 beim Super Power Samut Prakan FC unter Vertrag. Wo er vorher gespielt hat, ist unbekannt. Der Verein aus Samut Prakan spielte in der ersten Liga des Landes, der Thai Premier League. Für Super Power absolvierte er 17 Erstligaspiele. Ende 2017 musste der Verein in die zweite Liga absteigen. Nach dem Abstieg wurde sein Vertrag nicht verlängert. Bis Mitte 2018 war er vertrags- und vereinslos. Am 1. Juni 2018 nahm ihn der ebenfalls in der ersten Liga spielende Chainat Hornbill FC aus Chainat für ein Jahr unter Vertrag. Für Chainat stand er zehnmal in der ersten Liga auf dem Spielfeld.
Seit dem 1. Juli 2019 ist Kittipob Upachakum vertrags- und vereinslos.